# Pseudoderopeltis areolata
Pseudoderopeltis areolata är en kackerlacksart som beskrevs av Rehn, J. A. G. 1922. Pseudoderopeltis areolata ingår i släktet Pseudoderopeltis och familjen storkackerlackor. Inga underarter finns listade i Catalogue of Life.